# Елені Георгопуло
Пані Елені Георгопулу (грец. Ελένη Γεωργοπούλου) — грецька дипломатка. Генеральний консул Греції в Маріуполі (2015—2019). Генеральний консулка Греції у Ванкувері (з 2019).

## Життєпис
Вивчала право в Школі права Афінського національного університету імені Каподистрії, де здобула ступінь магістра з міжнародного, європейського та міжнародного приватного права. Вона володіє, крім грецької та англійської, французькою, іспанською, німецькою та російською мовами. Під час навчання брала участь у численних семінарах (в Греції, Німеччині, Австрії та Франції), які її стосувалися, також англійська юридична термінологія та судові юрисдикції та процедури в Німеччині, Австрії та Франції. Також під час навчання працювала науковим співробітником Дипломатичного та Історичного архіву Міністерства закордонних справ Греції, як асистент викладала у приватному коледжі та бібліотекарем у Афінському національному університеті імені Каподистрії.
Після закінчення університету працювала юристом в Афінах, спочатку в адвокатській конторі її батьків, потім у юридичній фірмі «Пабукіс-Флогайтіс-Сіуті», а потім в Комерційному Банку Греції.
У 2000—2004 рр. — на посаді аташе в Міністерстві закордонних справ Греції.
У 2004—2008 рр. — співробітник Посольства Греції в Лондоні.
У 2008—2011 рр. — була консулом, а потім тимчасовим повіреним у справах у Посольстві Греції в Лімі, Перу.
У 2011—2015 рр. — співробітник Міністерства закордонних справ Греції в Афінах.
У 2015—2019 рр. — Генеральний консул Греції в Маріуполі, Україна
З серпня 2019 року — Генеральний консул Греції у Ванкувері, Канада.

## Сім'я
- Чоловік — Кіріакос Цуліс, офіцер поліції у відставці
- Діти — Васіліс, Дафні та Рея.